# Talango (plaats)
Talango is een bestuurslaag in het regentschap Sumenep van de provincie Oost-Java, Indonesië. Talango telt 5732 inwoners (volkstelling 2010).